# Historieta en Cuba
La historieta o cómic cubano comenzó como forma de expresión política a raíz de la intervención norteamericana en Cuba, cuando se sufrió una gran influencia de la cultura norteamericana en la vida cotidiana del cubano. Así es como llegaron las famosas historietas: en los diversos periódicos de la época se publicaban estos comics, como en El Diario de la Marina, El País y El Mundo, entre otros. En total circularon más de 400 personajes de historietas en el país, lo que trajo como consecuencia que se desarrollara en la población un gusto por este género y que surgiera posteriormente la historieta cubana.

## Desarrollo entre 1902 y 1959
El Curioso Cubano, de Heriberto Porter Vilá, fue editado en 1927 convirtiéndose en una de las primeras publicaciones con historietas cubanas.
Posteriormente en el periódico Hoy, en aquella época órgano oficial del Partido Socialista Popular, se publicaron diversas historietas como Espartaco, dibujado por Adigio Benítez Gimeno reconocido pintor cubano, La vida de Julio Antonio Mella de Horacio Rodríguez y Peluza y Pimienta, de Horacio Muñoz, una de las primeras historietas con un protagonista negro.
De entre los distintos periódicos que las publicaban el más destacado fue Información, por tener un número mayor de páginas dedicadas a estos fines y ser el más regular en sus publicaciones. Algunas de las historietas publicadas en este periódico fueron: 
- "La Historia de la II Guerra Mundial", de Plácido Fuentes;
- "Cascaritas y Mango Macho", de Horacio Rodríguez;
- "José Dolores", de Rafael Fornés Collado, también con un protagonista negro.

Todas ellas tenían personajes populares y un gran humorismo, que reflejaban la idiosincrasia del cubano medio.
Las historietas fueron consideradas una forma de reflejar la pobreza y sufrimiento de la sociedad cubana debidas a los abusos de los gobernantes de turno, forma en la que sus creadores colaboraban con la lucha clandestina que existía en el país para derrocar a esos gobiernos.
Ejemplos de los anterior son los cómics de Pucho y Luis y sus amigos, realizados especialmente para la revista clandestina "Mella" por sus autores Virgilio Martínez y Marcos Behemaras. Otro caso son las de Julito 26 y Juan Casquito, dibujadas para "El Cubano Libre" por Santiago Armada. Este periódico era editado en la Sierra Maestra, centro de la lucha insurreccional del ejército rebelde de Fidel Castro.

## Temática
Los primeros temas fueron históricos y educacionales, como Cucho o Supertiñosa, de Virgilio Martínez y también "Recuerdos de Chamaco" de Fidel Morales. En 1970 aparece el personaje Elpidio Valdés de Juan Padrón que más tarde pasaría a la animación convirtiéndose en el más popular cómic cubano de todos los tiempos. Pronto comenzaron los cómics relacionados con la ciencia ficción, siguiendo el ejemplo de españoles, franceses, italianos o argentinos. Otro temática que gustó mucho fue la adaptación de obras literarias. 
En las publicaciones periódicas (Pionero, Zunzún, Cómicos, El Muñe y el Semanario Pablo) , se alternaban los temas sobre aventuras, humor o historia con la ciencia ficción. También comienzan a abordarse temas cercanos a los adolescentes y surgen personajes como Cecilin y Coti del autor Cecilio Aviles y el personaje Tito de Maikel García. Varias mujeres comienzan su carrera como historietistas. Las más conocidas son Miriam del peridodico humorístico Palante, Sommy de la revista Zunzún y la escritora Evora Tamayo.

## Formato
Al principio las historietas eran cortas, de 6 o 7 páginas, como Noche de verano, de Zoia Sandor y Alfredo Mantilla. Con Virgilio Martínez comenzó a publicarse la revista Fantásticos, en la que aparecían guiones largos. 
En los años '90, la escasez de papel en las editoriales e imprentas limitó la continuación de las revistas. En el año 2004 tras la publicación de los libros: "Memorias de un descamisado" de Maikel García, "Agord" de Ángel Fernández y "José Martí" de Francisco Blanco (hijo), así como la publicación por parte de la Editorial Pablo de la Torriente de títulos como: "Las aventuras de Rabbar", "La batalla de Cuito Cuanavale" del dibujante Luis Arturo Aguiar Palacios, comienza una nueva etapa de ediciones de libros por varias casas editoriales cubanas. (anteriormente los libros eran solo compilaciones de cómics publicados en revistas).
Actualmente, tanto veteranos como los nuevos relevos se empeñan en mantener viva la historieta nacional con el apoyo de muchas instituciones cubanas y de organizaciones belgas, mexicanas y alemanas. En la casa editora Abril, jóvenes como Maikel García, Ángel Velasco, Yury Díaz, Jesús Rodríguez, Héctor Saroal y Yoel Pernas, han creado un grupo de apoyo mutuo donde se organizan eventos de acciones positivas. una de ellas es la publicación de un libro sobre la vida del célebre Alexander Humboldt. La editora Pablo de la Torriente, es otra de las instituciones editoriales que también aglutina a estos jóvenes y otros, como es el caso del joven dibujante Palacios (Luis Arturo Aguiar Palacios), con el que ha publicado varios títulos:(la gran batalla de Ogaden),(Rabbar, La gran aventura), entre otros; además de impulsar el uso de las nuevas tecnologías en el realización de la historieta, como es el caso de la implementación del género del cómic animado, con el apoyo de los Estudios de Animación del ICAIC.
Actualmente, la historieta en cuba se encuentra en un proceso de evolución, con nuevos y jóvenes talentos, que todavía se encuentran lastrados por la falta de oportunidades reales de publicación y de espacios donde se puedan desarrollar sus aptitudes como historietistas.